# Iván Martínez Gonzálvez
Iván Martínez Gonzálvez (Roquetas de Mar, Almería, 17 de agosto de 1998), más conocido como Barbero, es un futbolista español que juega como delantero en el F. C. Arouca de la Primeira Liga.

## Trayectoria
Su padre, José Antonio Martínez Baena, de quien hereda el apodo "Barbero", fue un histórico guardameta de la U. D. Almería que defendió la portería rojiblanca desde la temporada 2000-01 hasta la 2003-04. En este periodo de tiempo logró con el conjunto indálico un ascenso a Segunda División y dos importantes permanencias en la categoría de plata del fútbol español.

#### Comienzos
Iván Barbero comenzó su carrera futbolística en las categorías inferiores del hoy desaparecido Poli Ejido. Tras apenas un año en las filas celestes, Iván Barbero recaló en el Polideportivo Aguadulce, donde en apenas cuatro años escaló desde el equipo infantil hasta el senior. Durante esta etapa jugó principalmente en la posición de interior izquierdo, hasta su llegada en el año 2015 al Club Natación Almería, donde comenzó a jugar más asiduamente como delantero centro.

#### Almería y Osasuna
Tras una temporada en el Club Natación Almería, Iván Barbero fichó por el juvenil de la U. D. Almería, donde tras unos pocos meses subió hasta la U. D. Almería B, disputando cuatro encuentros en Tercera División. Tras una temporada en el club almeriensista, en la temporada 2017-18, fichó por el C. A. Osasuna, quién lo asignó al filial del conjunto rojillo. En la siguiente temporada, la 2018-19, el C. A. Osasuna le ascendió al primer equipo, realizando la pretemporada con el equipo navarro. Posteriormente en la temporada 2019-20 debutó en la Copa del Rey con el club pamplonés, jugando como titular 83 minutos de partido.

#### Regreso a Almería
En el mercado de invierno de la temporada 2019-20, en concreto el día 30 de enero de 2020, la U. D. Almería hizo oficial su fichaje en calidad de cedido por una temporada, teniendo dicha cesión un coste de 300 000€ para la U. D. Almería, guardándose además el club rojiblanco un opción de compra obligatoria por 2 000 000€ en caso de ascenso a Primera División. A la conclusión de la temporada 2019/20 la U. D. Almería y el Osasuna deciden dar por concluida la cesión del joven jugador almeriense en el conjunto indálico. Barbero jugó 9 partidos con la camiseta almeriensista, no logró marcar ningún gol y fue titular únicamente en una ocasión.

#### Cesión a la A. D. Alcorcón
Tras su poco prolífico paso por la U. D. Almería, el Osasuna decidió volver a ceder al joven delantero almeriense tras renovarle el contrato. En esta ocasión Iván Barbero fue cedido la A. D. Alcorcón de la Segunda División española. Dicha cesión por un año de duración se hizo oficial el día 28 de agosto de 2020.

### Deportivo de La Coruña
El 21 de julio de 2023, firma por el R. C. Deportivo de La Coruña de la Primera Federación.

## Clubes
Actualizado a día 16 de julio de 2025.
| Club                         | País     | Año       | Partidos | Goles |
| ---------------------------- | -------- | --------- | -------- | ----- |
| U. D. Almería "B"            | España   | 2016-2017 | 4        | 0     |
| C. A. Osasuna "B"            | España   | 2017-2023 | 116      | 41    |
| U. D. Almería (cedido)       | España   | 2019-2020 | 10       | 0     |
| A. D. Alcorcón (cedido)      | España   | 2020-2021 | 34       | 2     |
| C. A. Osasuna                | España   | 2019-2023 | 8        | 1     |
| R. C. Deportivo de La Coruña | España   | 2023-2025 | 60       | 18    |
| F. C. Arouca                 | Portugal | 2025-     |          |       |